# 维科卡纳韦塞
维科卡纳韦塞（義大利語：Vico Canavese），是意大利皮埃蒙特大区都靈廣域市的一个市镇。总面积32平方公里，人口900人，人口密度28.1人/平方公里（2009年）。ISTAT代码为001297。
之前为独立的市镇，2019年与其他市镇一起合并为新的瓦尔丘萨市镇。